# Xbox One
Xbox One är en spelkonsol som tillhör den åttonde generationens konsoler tillverkad av Microsoft. Konsolen visades upp vid en presskonferens den 21 maj 2013. Xbox One släpptes den 22 november i USA och släpptes därefter i Sverige den 5 september 2014. Den 12 november 2015 kom en uppdatering till Xbox One som kallas för "The new experience". Uppdateringen ändrade många saker som en helt ny "dashboard" med många nya förändringar och förbättringar socialt, så att man kan göra mer med vänner och andra spelare. Den största nyheten var att man kan spela vissa Xbox 360-spel på Xbox One, vilket bland annat innebär att man nu kan spela titlar såsom Mass Effect, Assassins Creed 2 och många andra spel. Xbox One har inte stöd för att spela alla Xbox 360-spel, och Microsoft förväntar sig inte att samtliga spel kommer ha bakåtkompatibilitet på grund av juridiska skäl relaterade till bland annat upphovsrätt. Xbox One konkurrerar med Sonys spelkonsol Playstation 4 samt Nintendos Wii U och Switch.
Det är den första Xbox-spelkonsolen som har släppts i Kina. Microsoft marknadsförde enheten som ett "all-in-one-underhållningssystem".

## DRM-krav och restriktioner
Efter uppvisningen i maj uttryckte spel- och PC-webbplatser oro över begränsningen av återförsäljningen av begagnade spel, och kravet på kontroll av spel via internetuppkoppling var 24:e timme för offline-spel. Ytterligare officiella uppgifter släpptes i juni om politiken mot begagnade spel och Internet-anslutningskrav som har orsakat negativ respons hos spelwebbplatser samt oro bland oberoende återförsäljare av videospel. Microsoft har klargjort situationen om att det skulle vara spelutvecklarna som bestämmer om begagnade spel kunde säljas vidare och om det skulle kräva eventuella aktiverings-avgifter. Wedbush Securities analytiker Michael Pachter har föreslagit att spelutvecklare skulle begränsa begagnade-spelmarknaden under en period efter att spelet släpptes men att sedan kunna låta begagnade spel som en person inte vill ha säljas vidare till en butik eller annan person.
Xbox:s "Chief Marketing and Strategy Officer" Yusuf Mehdi försvarade dessa förändringar, som anger att Xbox One primärt har utformats med digital distribution i åtanke, och att ändringarna i licensmodellen på konsolen skulle vara "lättare att förstå" när det endast gäller digitala kopior av spel.
Microsoft släppte en notis den 19 juni 2013, som beskriver hur den politik som ursprungligen var tänkt skulle avskaffas till förmån för ett system som fungerar på ungefär samma sätt som Xbox 360. De nya reglerna har inga krav på internetanslutning (bortsett från en en-gång-anslutning för att ställa in konsolen), att skivor inte längre skulle kräva autentisering, eller några regionala begränsningar. En sämre effekt av denna politik kommer att vara att man inte längre kan dela spel inom familjen på olika Xbox:ar eftersom det kan användas som piratkopiering, medan digitala titlar inte kommer att vara delbara. En uppdatering krävdes när Xbox One anslöt till internet för första gången. Denna uppdatering möjliggjorde offline-läge tillsammans med uppdatering av mjukvaran för alla övriga förändringar i reglerna.

## Specifikationer
Xbox One:s skal består av en två-tonad "flytande svart" färg, med halva boxen i en matt grå, och den andra i en glansig svart. Utformningen av Xbox One:s komponenter är avsedda att framkalla en mer underhållningsorienterad och förenklad design än tidigare utformningar av konsolen, bland andra ändringar, är LED-ringarna som används i Xbox 360 ersatta med en glödande vit Xbox logotyp som används för att visa systemets status för användaren.
Xbox One har en APU (processor och grafikkort i ett) med åtta x86-64 kärnor, 8 GB DDR3 RAM med en minnesbandbredd på 68,3 GB / s, en 500 GB icke utbytbar hårddisk och en Blu-Ray enhet för avläsning av vanliga skivor. Spel i Xbox One som köps på skiva installeras på hårddisken innan det spelas för att få bästa möjliga laddningstid, och slippa höra det dånande ljud Xbox 360 gav ifrån sig. 3 GB RAM kommer att reserveras för operativsystemet och program, medan endast 5 GB finns för spelen. Den grafikprocessorer (GPU) som sitter i Xbox One är baserad på en AMD GCN arkitektur med 12 beräknings-enheter, som har totalt 768 kärnor, vilket ger en beräknad maximal teoretisk läsning 1.23 Teraflops. För nätverk, stöder Xbox One Gigabit Ethernet. 802.11n trådlöst Wi-Fi inbyggt i konsolen, och Wi-Fi Direct.
Xbox One kommer att stödja upplösning upp till 4K (Ultra HD) (3840 × 2160) videoutgång och 7.1 surroundljud. Yusuf Mehdi, "corporate vice president" för marknadsföring och strategi för Microsoft, har sagt att det inte finns någon hårdvarubegränsning som skulle förhindra att spel körs i 4K-upplösning. Xbox One stödjer HDMI 1.4 för både ingång och utgång. Xbox One har inte en videoutgång för varken komposit eller komponent video.

## Xbox One Controller
"Xbox One Controller" är handkontrollen till spelkonsolen "Xbox One", som också fungerar för både Windows 7 och Windows 8. Enligt Microsoft kostade den över 100 miljoner dollar att utveckla. Det finns även en nyare handkontroll med fler funktioner som heter Elite Controller.

### Xbox One Elite
Under året 2015 började Microsoft att jobba med att utveckla Xbox One och under hösten 2015 presenterades Xbox One Elite. Den skulle passa ännu bättre i handen och dessutom så går den att utveckla så att den passar en själv genom att man kan byta ut nästan alla knappar, några nya knappar som sitter under handkontrollen och precis som den nya konsolen så har den samma svartgråa design.

## Vidareutvecklingen av Xbox One - S & X

### Xbox One S
Under E3 2016 presenterade Microsoft ännu ett nytt Xbox One som skulle kunna mäta sig mer med konkurrenten Sonys nya version av deras konsol Playstation 4 (PS4) som skulle heta Playstation 4 Slim. Denna konsol fick namnet Xbox One S. Xbox One S är vit och 40 % mindre än någon av Microsofts tidigare konsoler. Den har en hårddisk med upp till 2 terabyte utrymme och har 4K- grafik för filmer och videor men inte för spelandet vilket man fick vänta tills Xbox One X eller som den kallades då Xbox One Scorpio kom. Den har också en UHD Blu-Ray-spelare. Modellen lanserades i augusti 2016.

### Xbox One X
På E3 2017 presenterade Microsoft Xbox One X (ej att förväxla med Xbox Series X), som släpptes i Sverige november 2017. Xbox One X anses enligt Microsoft vara den mest kraftfulla konsolen i sin generation. Den har bland annat 4K, HDR och en UHD Blu-Ray-spelare och beräknas kosta ungefär 5000 kronor. Grafiken ska även se bättre ut på en TV med 1080p (full HD) fast bäst blir det med en 4K-TV (4K UHD=2160p). Det blir den tredje konsolen i Xbox One-familjen och den femte i Xbox-familjen. Utvecklarna kallar Xbox One X för "The monster". Den får ett exklusivt spel till sig, Forza Motorsport 7 där de också introducerar en ny bil från Porsche som varit hemlig ända tills Xbox fick presentera den på E3 2017. Xbox One X kallades tidigare för Xbox One Scorpio, så när man kunde förbeställa den nya konsolen så kunde man beställa Xbox One X - Project Scorpio Edition som såg lite annorlunda ut än vanliga Xbox One X.